# プランタン (フランスの百貨店)
プランタン（フランス語: Printemps）は、フランスのパリに本店を置く百貨店。

## 概要

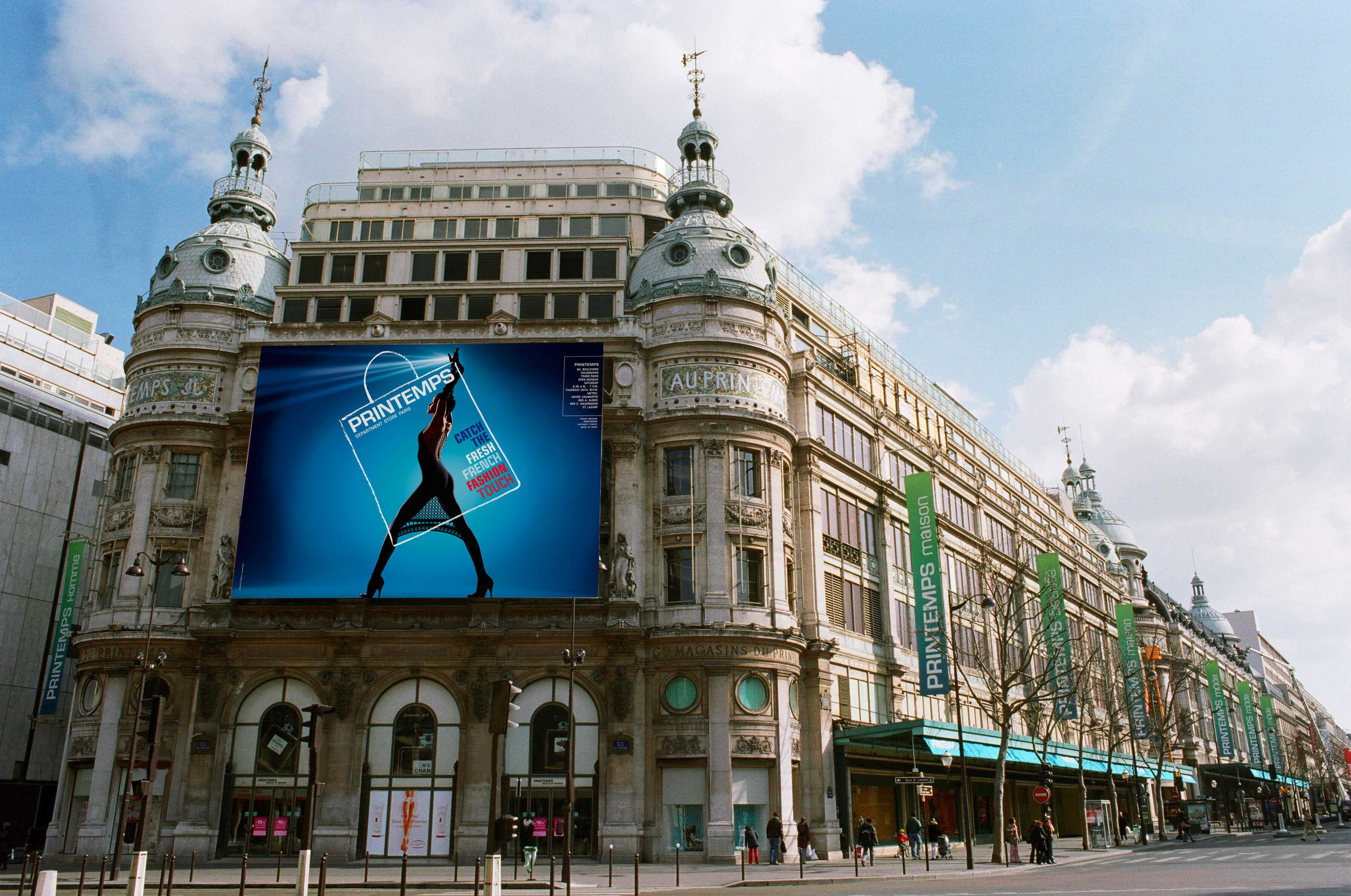
プランタン本店

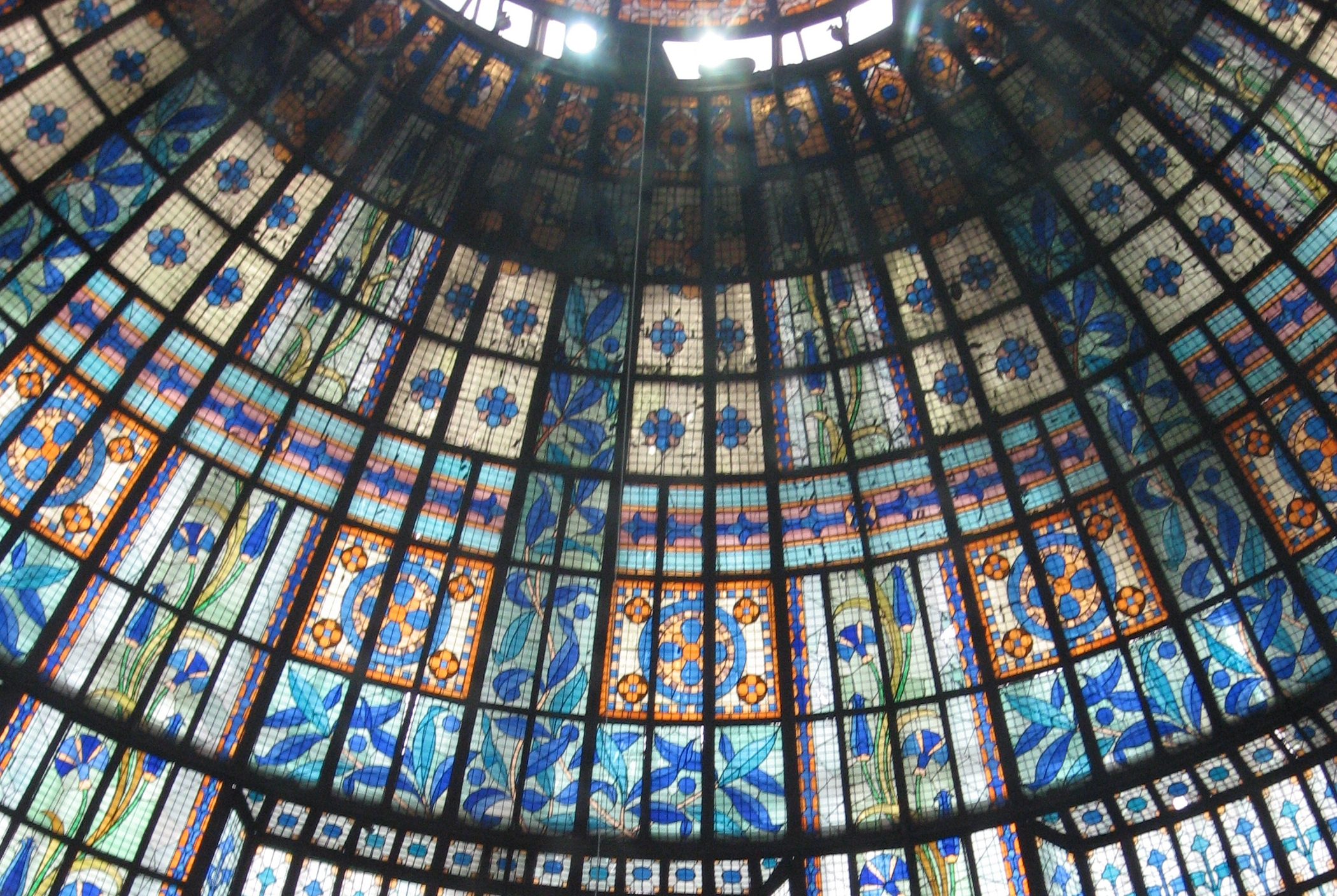
ドーム状のガラス天井

※かつて日本で展開していた店舗についてはプランタン (ダイエーの店舗ブランド)、その中でも東京についてはプランタン銀座を参照。
本店は、パリ9区のオースマン大通りにある。
かつてはアンドラ、サウジアラビアのジッダ、アメリカ合衆国のデンバー、日本の東京、中国の上海、韓国のソウルなどフランス国外でも展開していた。2017年以後はフランス国内でのみ営業を行っているが、2019年5月21日、国外再進出として2021年にカタールのドーハとイタリアのミラノに開業する方針を発表した。今後10年間で国外に5-10の出店を目指すとしている。

## 歴史
プランタンは、ボン・マルシェ百貨店の元店員であったジュール・ジャリュゾにより1865年に開業した。建設地は当時はまだ開発途上の地区であったが、パリと地方を結ぶサンラザール駅が新設されたばかりで、その将来性を見込んでのオープンだった。建物を設計したポール・セディーユは、ガラス工芸のアール・ヌーヴォーの丸い屋根に囲んだ近代建築な百貨店に仕上げた。1975年には、建物と丸い屋根が歴史上の記念碑として登録された。
1991年にはグッチの親会社として知られるピノー・プランタン・ルドゥート （PPR、現在のケリング）に買収されたが、2006年、高級ブランドに集中するPPRの戦略から独REEFFと伊Borlettiグループのコンソーシアムに売却された。
2008年に本店で2008年パリ爆弾脅迫事件が発生した。